# Juke-Joint Jezebel
Juke-Joint Jezebel ist ein Lied der Industrial-Metal-Band KMFDM, das die Band 1995 veröffentlichte. Es erschien in der Hochphase des Genres und avancierte zum bekanntesten Stück der Band sowie zu einem Genreklassiker und Clubhit.

## Hintergrund und Veröffentlichungen
Das Stück Juke-Joint Jezebel entstand im Schreibprozess des Albums Nihil. Konietzko empfand Juke-Joint Jezebel als grässlich und wollte das Stück nicht auf das Album nehmen, doch das Label TVT Records wollte das Lied auf dem Album und als Single veröffentlichen. Die Mitarbeiter des Labels wähnten Juke-Joint Jezebel als potentiellen Hit, was auf weiteren Widerstand durch Konietzko stieß, der ausdrücklich keine Hits schreiben und veröffentlichen wollte. Doch das Label setzte sich durch und der Erfolg des Stücks refinanziert seither die Aktivität der Band.
Juke-Joint Jezebel wurde als Vorab-Single am 28. Februar 1995 veröffentlicht. Nach der Veröffentlichung von Nihil im April des gleichen Jahres wurde eine zweite Version der Single mit ergänzenden Remix-Versionen veröffentlicht. Diese Version enthält vier unterschiedliche von Giorgio Moroder arrangierte Remix-Versionen des Titelstücks und das Bonusstück Kraut. Die unterschiedlichen Versionen variieren von besonders Tanzbar zu solchen mit einer Betonung des Industrial-Rock-Anteils. Die Single stieg nicht in die Charts ein, das Stück wurde jedoch auf diversen Kompilationen veröffentlicht, darunter auf dem mit Platin ausgezeichnetem und bis auf den zehnten Platz der Billboard 200 gestiegenen, Soundtrack des Films Mortal Kombat ebenso wie auf dem, bis Platz 26 gestiegenen, Soundtrack des Films Bad Boys – Harte Jungs. Die Variante als Juke-Joint Jezebel (Poly-Matrix X-Tended) wurde als besonders eingängig und großartige Pop-Single gelobt.
Ein Musikvideo zum Stück erschien 1997 auf VHS. Das Video bestand aus Sequenzen des Mangas Patlabor 1 und Liveaufnahmen der Band. Es wurde nicht in die Rotation des Musikfernsehens gegeben und ausschließlich auf der Promotionsvideokassette Beat by Beat und der Wiederveröffentlichung als DVD unter dem Titel Beat by Beat by Beat veröffentlicht.

## Musik und Text
Juke-Joint Jezebel wurde im 4/4-Takt und im Grundton H-Dur bei einem Tempo von 129 BpM geschrieben. Das Stück gilt als besonders enorm energiegeladen und tanzbar.
Juke-Joint Jezebel verbindet die tiefe Stimme von Watts der Gedanken über Sex und Religion vor geloopten Gitarrenriffs und Elektro-Funk-Beats vorträgt. Der Musikwissenschaftler Alexander S. Reed sah Juke-Joint Jezebel als ikonisches Lied und führte das Stück als Beispiel für die Verwendung von Versatzstücken afroamerikanischer Musik im Industrial und Post-Industrial. Insbesondere der Gospelchor im Refrain wird hierbei angeführt. Hervorgehoben wird dabei der zwischen Todessehnsucht, religiöser Inbrunst und Laszivität changierende Text.

„Be mine, sister salvation

Juke-Joint Jezebel is coming for my cremation

Be mine, sister salvation

Closer now, see the revelation“

„Sei mein, Schwester Erlösung

Juke-Joint Jezebel kommt zu meiner Einäscherung

Sei mein, Schwester Erlösung

Komm näher, sieh die Offenbarung“